# Beruniy
Beruniy (IPA: [beruˈni]; cirill írással: Беруний, orosz nyelven: Беруни) egy kis város Üzbegisztánban, a Karakalpakstan Autonóm Köztársaságban.

## Fekvése
Üzbegisztán határán, a Türkmenisztánnal szomszédos Amu-darja északi partján található.

## Leírása
A város a Beruniy kerület székhelye. Történelmileg Beruniy Kath néven volt ismert (arab/perzsa nyelven: کاث; modern üzbég nyelven: Kos) és Hvárezm fővárosa volt az Afrighid-dinasztia idején. 1957-ben nevét "Beruniy" -ra változtatták a középkori tudós Al-Biruni tiszteletére, aki itt született. Beruniy 1962-ben kapott városi státuszt.

## Története
Történelmileg Beruniy Hvárezm fővárosa volt, neve a régi időkben Kath néven volt ismert (modern üzbég nyelven: Kos). A város sok névváltozáson ment keresztül, többek között Fil és Shobboz néven is ismert volt. 1957-ben nevezték át Beruniy-nek, a városban született és itt felnőtt Abū Rayḥān al-Bīrūnī, a híres tudós; csillagász, matematikus, etnográfus, antropológus, történész és geográfus tiszteletére.
Beruniy 1962-ben kapta meg a városi státuszt. 1969-ben Amu Darya-folyó áradásának eredményeképpen több Beruniy-i épület is károsodott, azonban hamarosan valamennyit újjáépítették.
Beruniy Karakalpakstan fontos ipari városa.  Aszfaltgyára, téglagyára, gyapotgyára és cipőgyára, valamint számos textilgyára is van.
A településnek 14 középiskolának ad otthont, van zeneiskolája és sportiskolája is.

## Nevezetességek
- A várostól mintegy 30 km-rel északkeletre található Toprak-Kala régészeti lelőhely.